# Кимвры
Кимвры, кимбры, киммеры (лат. Cimbri) — древнегерманское или кельтское племя, обитавшее в Ютланде. 

## История
Примерно в 120 до н. э. кимвры вместе с тевтонами и амбронами двинулись на юг и в районе долины Дуная вступили в контакт с римлянами.
Одержав в 113 до н. э. победу над римлянами при Норее в Норике, кимвры прошли затем на север в Галлию, где нанесли римлянам ряд поражений (в 109, 107, и самое тяжёлое — при Араузионе в 105). В Испании, однако, они получили отпор от местных племён — кельтиберов.
В 102 до н. э. кимвры двинулись на Рим, но в 101 до н. э. были разгромлены в сражении при Верцеллах войсками римского полководца Гая Мария — так же, как за год до этого были разбиты племена тевтонов.
Полагают, что часть кимвров из Ютландии около 180 года направилась вдоль побережья Балтийского моря на восток — в район, который позднее стал Пруссией.
Российский историк Татищев В. Н. писал о кимврах: «То же и о киммерах рассказывают, что на знамёнах имели медведя».
Походу кимвров посвящена одна из книг известного датского писателя Йоханнеса Вильгельма Йенсена.

## Проблема этнической принадлежности кимвров
Существует вопрос о том, на каком языке говорили кимвры: кельтском или германском. Проблема состоит в том, что в античности греки и римляне использовали термины «галлы», «кельты», «германцы» для обозначения всех соседей к северу от себя, не вдаваясь в языковые и культурные различия между ними. По-видимому, Юлий Цезарь был первым, кто начал отличать кельтов от германцев, в первую очередь по политическим соображениям (для обоснования границы по Рейну). Но даже Цезарю и Тациту не всегда можно верить в отнесении варварских племён к германцам или кельтам.
Большинство античных источников относят кимвров к германцам, однако некоторые относили их к кельтам. Высказывалось мнение и о том, что кимвры — это население восточноевропейских кельтизированных культур (большинство), возглавленное «ясторфским элементом» — кимврами (меньшинство), выходцами из южных и юго-восточных ареалов ясторфской культуры, в том числе — из зарубинецкой культуры.
Существуют немногочисленные прямые свидетельства о языке кимвров. Говоря о Северном океане (Балтийское море или Северное море), Плиний Старший указывает: «Филемон говорит, что он называется Morimarusa, то есть Мёртвое море, на языке кимвров, до мыса Рубея, а после него — Крониум.» Галльские слова, обозначавшие «море» и «мёртвый», звучали mori и *maruo- (соответственно muir и marbh в ирландском, môr и marw в современном валлийском). Известно сходное слово для «моря» в германских языках, однако с гласным a в корне (*mari-), тогда как германский когнат ирландского marbh неизвестен ни в одном из германских языков. И всё же, учитывая, что Плиний записал эти слова не непосредственно от кимврского собеседника, нельзя исключать, что фактически это были галльские слова.
Ещё одним косвенным свидетельством является тот факт, что римляне включали галлов в состав шпионов, действовавших в лагерях кимвров, вплоть до окончательного столкновения их с римской армией в 101 г. до н. э. Ряд исследователей принимают этот факт за свидетельство в поддержку скорее кельтского, чем германского языка кимвров.
Джин Маркал писала, что кимвры были связаны с гельветами, и, что особенно характерно — с несомненно кельтами тигуринами. Анри Юбер пишет: «Все указанные названия — кельтские, и не могут быть никакими иными». Само даже название «кимвры» крайне схоже с названием Уэльса на валлийском — одном из кельтских — языке: валл. Cymru, что читается [ˈkəmrɨ] и происходит от общебриттского *kom-brogi 'соотечественники' (ср. также кумбрийский язык, Камберленд). От этого слова происходит и латинское название Cambria. Согласно Гальфриду Монмутскому, Cambria происходит от мифического короля Камбера, но это следует признать выдумкой.
Некоторые авторы смотрят с иной точки зрения — например, Питер С. Уэллс пишет, что кимвры — «явно не кельты».
Возможно, против кельтского происхождения кимвров говорит свидетельство об их происхождении из северной Ютландии, поскольку в ней не засвидетельствованы кельтские топонимы, а лишь германские. Это, однако, не исключает подпадания кимвров под влияние галлов и усвоения ими галльской культуры в период, когда они обитали в Галлии.
Также относительно недавно было высказано предположение, что кимврская глосса относилась к предкам праславян из зарубинецкой культуры (< праслав. *mor’e mьrъše (или раннепраслав. *mari mrŭsja?), так как предусматривается вероятность наличия выходцев из ареала зарубинецкой культуры в составе кимврских полчищ.

## В астрономии
В честь кимвров назван астероид, открытый 30 ноября 1932 года немецким астрономом Карлом Райнмутом в Гейдельбергской обсерватории.